# Sophie Fiennes
Sophie Fiennes, född som Sophia Victoria Twisleton-Wykeham-Fiennes, den 12 februari 1967 i Ipswich i Suffolk, är en brittisk filmskapare känd för bland annat filmen Grace Jones: Bloodlight and Bami från 2017. Hon är dotter till fotografen Mark Fiennes och romanförfattaren och målaren Jennifer Lash (även kallad Jini Fiennes). Hon är också syster till bland annat Ralph, Martha, Magnus och Joseph Fiennes, samt moster till skådespelaren Hero Fiennes Tiffin.